# Camillo Pace
Camillo Pace (Paglieta, 13 de maio de 1862 — Pescara, 1948) foi um pastor protestante italiano conhecido por ter dado a conhecer, desde 1930, a existência de um movimento de resistência protestante ao nazismo na Alemanha.

## Biografia
Muito jovem, em 1879, alistou-se no Guarda de Finanças. Findo o serviço militar, dedica-se ao comércio.. O encontro com o protestantismo e com a Igreja dos Irmãos foi em Pescara, onde ele começou a estudar teologia pra aprofundar-la subseqüentemente em Londres e Plymouth. 
De 1889 Pace começa uma intensa atividade de evangelização em Paglieta, Gissi, Lanciano e Pescara. Em 1925 ele se mudou com sua esposa Lucia Pace para Florença onde foi diretor do "Instituto Comandi", um centro fundado em 1876 por Giuseppe Comandi  como orfanato, casa e instituto de educação para os órfãos ou o jovens sem família. Em 1928, Pace publica um tratado religioso sobre Agostinho de Hipona. Dotado de uma forte personalidade e eloqüência, desde 1930, com o Gino Veronesi, Pace foi o director da revista Ebenezer, um jornal impresso no Istituto Comandi que, embora nascido nos estreitos limites da Igreja dos Irmãos , publica artigos abertos as a mais importantes atividades sociais e humanas e também dando voz ao movimento  de resistência protestante ao nazismo em Alemanha .
Pace foi inscrito, em sua juventude e antes de sua conversão religiosa, em uma loja maçônica; por esta razão e por ter afirmado em seus sermões para ser contra a guerra, a partir de 1939, ele foi acusado pela ditadura fascista a ser antifascista e por este fato Pace foi perseguido até a sua deportação em 1942 na Calábria . Ele aceitou a perseguição sem se rebelar, em acordo com a vontade de Deus . No fim da guerra, ele retornou a Pescara.  
Camillo teve cinco filhos, entre os quais Aurelio Pace, historiador de la Unesco e pai do artista plástico e filósofo Joseph Pace fundador em Paris do "Filtranisme", e Mario Vonviller  da Igreja dos Irmãos na Suíça. Ele morreu em 1948, aos 86 anos, na casa de seu filho Aurelio e da nora, a artista plástica Franchina Cardile.

## Publicações
- Camillo Pace, San'Agostino, Vescovo d'Ippona, Dottore della Chiesa, Casa Edistrice Sonzogno, Milano, 1928.